# Premi al Millor Jugador de la UEFA
El Premi al Millor Jugador d'Europa de la UEFA és un guardó de recent creació, llançat per la Unió d'Associacions de Futbol Europees (UEFA), en col·laboració amb l'European Sports Media (ESM). El premi va ser presentat el passat 18 de juliol de 2011 i és una iniciativa basada en la idea del President de la UEFA, Michel Platini, amb l'objectiu de reviure l'esperit del vell premi al Futbolista Europeu de l'Any.

## Bases del Premi
El guardó reconeix al millor jugador, independentment de la seva nacionalitat, que jugui en un club europeu dins del territori d'una federació membre de la UEFA durant la temporada anterior. El jurat el componen 53 reconeguts periodistes esportius en representació de cadascuna de les federacions nacionals de la UEFA. Primer, cada periodista lliurarà una llista amb els seus tres principals candidats ordenats de l'u al tres, i el primer rebrà cinc punts, el segon tres i el tercer un punt. Els tres jugadors amb més punts en total a la primera ronda de votació seran seleccionats per a una segona votació. Es votaven directe, a través d'un sistema electrònic, al millor jugador d'una llista de tres. En 2018 es van afegir a la votació 80 entrenadors.

## Guanyadors
| Any                                 | Jugador                          | Club                             |
| UEFA Best Player in Europe Award    | UEFA Best Player in Europe Award | UEFA Best Player in Europe Award |
| ----------------------------------- | -------------------------------- | -------------------------------- |
| 2010–11                             | Lionel Messi                     | FC Barcelona                     |
| 2011–12                             | Andrés Iniesta                   | FC Barcelona                     |
| 2012–13                             | Franck Ribéry                    | FC Bayern de Múnic               |
| 2013–14                             | Cristiano Ronaldo                | Reial Madrid CF                  |
| 2014–15                             | Lionel Messi                     | FC Barcelona                     |
| 2015–16                             | Cristiano Ronaldo                | Reial Madrid CF                  |
| UEFA Men's Player of the Year Award |                                  |                                  |
| 2016–17                             | Cristiano Ronaldo                | Reial Madrid CF                  |
| 2017–18                             | Luka Modrić                      | Reial Madrid CF                  |
| 2018–19                             | Virgil van Dijk                  | Liverpool FC                     |
| 2019–20                             | Robert Lewandowski               | FC Bayern de Múnic               |
| 2020–21                             | Jorginho Frello                  | Chelsea FC                       |
| 2021–22                             | Karim Benzema                    | Reial Madrid CF                  |

## Palmarès

### Per jugador
| Jugador            | Primer | Segon | Tercer | Total |
| ------------------ | ------ | ----- | ------ | ----- |
| Cristiano Ronaldo  | 3      | 2     | 4      | 9     |
| Lionel Messi       | 2      | 4     | –      | 6     |
| Andrés Iniesta     | 1      | –     | –      | 1     |
| Franck Ribéry      | 1      | –     | –      | 1     |
| Luka Modrić        | 1      | –     | –      | 1     |
| Virgil van Dijk    | 1      | –     | –      | 1     |
| Robert Lewandowski | 1      | –     | –      | 1     |
| Jorginho Frello    | 1      | –     | –      | 1     |
| Karim Benzema      | 1      | –     | –      | 1     |
| Kevin De Bruyne    | –      | 3     | –      | 3     |
| Manuel Neuer       | –      | 1     | 1      | 2     |
| Antoine Griezmann  | –      | 1     | –      | 1     |
| Luis Suárez        | –      | 1     | –      | 1     |
| Xavi Hernández     | –      | 1     | –      | 1     |
| Arjen Robben       | –      | –     | 1      | 1     |
| Gareth Bale        | –      | –     | 1      | 1     |
| Gianluigi Buffon   | –      | –     | 1      | 1     |
| Mohamed Salah      | –      | –     | 1      | 1     |
| N'Golo Kanté       | –      | –     | 1      | 1     |
| Thibaut Courtois   | –      | –     | 1      | 1     |

### Per club
| Club               | Primer | Segon | Tercer | Total |
| ------------------ | ------ | ----- | ------ | ----- |
| Reial Madrid CF    | 5      | 2     | 5      | 12    |
| FC Barcelona       | 3      | 5     | 1      | 9     |
| FC Bayern de Múnic | 2      | 1     | 2      | 5     |
| Liverpool FC       | 1      | –     | 1      | 2     |
| Chelsea FC         | 1      | –     | 1      | 2     |
| Manchester City FC | –      | 3     | –      | 3     |
| Atlètic de Madrid  | –      | 1     | –      | 1     |
| Juventus FC        | –      | –     | 2      | 2     |